# Al XI-lea amendament la Constituția Statelor Unite ale Americii
Al XI-lea amendament la Constituția Statelor Unite a fost adoptat de Congres la 4 martie 1794 și ratificat de state la 7 februarie 1795. Al unsprezecelea amendament restricționează abilitatea persoanelor de a intenta procese⁠(d) împotriva statelor într-un tribunal federal⁠(d).
Al XI-lea amendament a fost adoptat pentru a anula decizia Curții Supreme în cazul Chisholm v. Georgia⁠(d) (1793).  În acel caz, Curtea a susținut că statele nu beneficiază de imunitate suverană⁠(d) în procesele intentate de cetățenii altor state în tribunalele federale. În timp ce al unsprezecelea amendament a stabilit că aceste instanțe nu au autoritatea de a judeca cazurile înaintate de cetățeni privați⁠(d) împotriva unui stat în care nu locuiesc, Curtea Supremă a decis că amendamentul se aplică tuturor proceselor federale intentate statelor de către cetățeni privați. Curtea Supremă a susținut, de asemenea, că Congresul poate abroga imunitatea suverană a statului conform Secțiunii 5 din al XIV-lea amendament sau Clauzei 4 din Secțiunea 8 a Primului articol din Constituție (i.e. abrogă imunitatea suverană a statului în cazurile de faliment).

## Textul
| “ | Puterea judiciară a Statelor Unite ale Americii nu va fi interpretată astfel încât să se extindă asupra oricărui proces în drept sau în echitate, început sau continuat împotriva unui stat din Statele Unite de către cetățenii altul stat sau de către cetățenii sau subiecții oricărui stat străin. | ” |

## Context
Al unsprezecelea amendament a fost primul amendament constituțional adoptat după Bill of Rights. Modificarea a fost adoptată în urma hotărârii Curții Supreme în cazul Chisholm v. Georgia, 2 U.S. 419 (1793). În Chisholm, Curtea a hotărât că instanțele federale aveau autoritatea de a judeca cauzele de drept și echitatea înaintate de cetățeni privați împotriva statelor și că statele nu beneficiază de imunitate suverană față de procesele formulate de cetățenii altor state în tribunalele federale. Astfel, modificarea a clarificat articolul III, Secțiunea 2⁠(d) din Constituție.

## Propunere și ratificare
Al unsprezecelea amendament a fost propus de al III-lea Congres al Statelor Unite⁠(d) la 4 martie 1794, când a fost aprobat de Camera Reprezentanților prin votul de 81–9, fiind adoptat anterior de Senat, cu 23–2, pe 14 ianuarie 1794. Modificarea a fost ratificată de organele legislative ale următoarelor state:
1. New York: 27 martie 1794
2. Rhode Island: 31 martie 1794
3. Connecticut: 8 mai 1794
4. New Hampshire: 16 iunie 1794
5. Massachusetts: 26 iunie 1794
6. Vermont: 9 noiembrie 1794
7. Virginia: 18 noiembrie 1794
8. Georgia: 29 noiembrie 1794
9. Kentucky: 7 decembrie 1794
10. Maryland: 26 decembrie 1794
11. Delaware: 23 ianuarie 1795
12. Carolina de Nord: 7 februarie 1795

La acea vreme existau cincisprezece state; ratificarea de către doisprezece a adăugat al unsprezecelea amendament la Constituție. (Carolina de Sud a ratificat amendamentul la 4 decembrie 1797).